# Partners in the Blue Pacific
A Partners in the Blue Pacific (PBP) egy informális csoport, amelynek célja a csendes-óceáni szigetországokkal való gazdasági és diplomáciai kapcsolatok erősítése. A csoportot az Amerikai Egyesült Államok, Ausztrália, az Egyesült Királyság, Japán és Új-Zéland alkotja.
A partnerség létrejöttét 2022. június 24-én jelentette be az Egyesült Államok Fehér Háza, miután konzultált a csendes-óceáni misszióvezetőkkel és más partnerekkel, köztük Franciaországgal és az Európai Unióval.

## Résztvevő országok
A PBP-ben öt állam vesz részt:
- Egyesült Királyság
- Amerikai Egyesült Államok
- Ausztrália
- Japán
- Új-Zéland